# Algoso

Algoso est un village du Nord-Est du Portugal, situé dans la région de Trás-os-Montes et Haut Douro, dans le concelho do Vimioso.
Sa superficie est de 36,92 km2 et compte 279 habitants (2001).
Densité: 7,6 hab/km2.

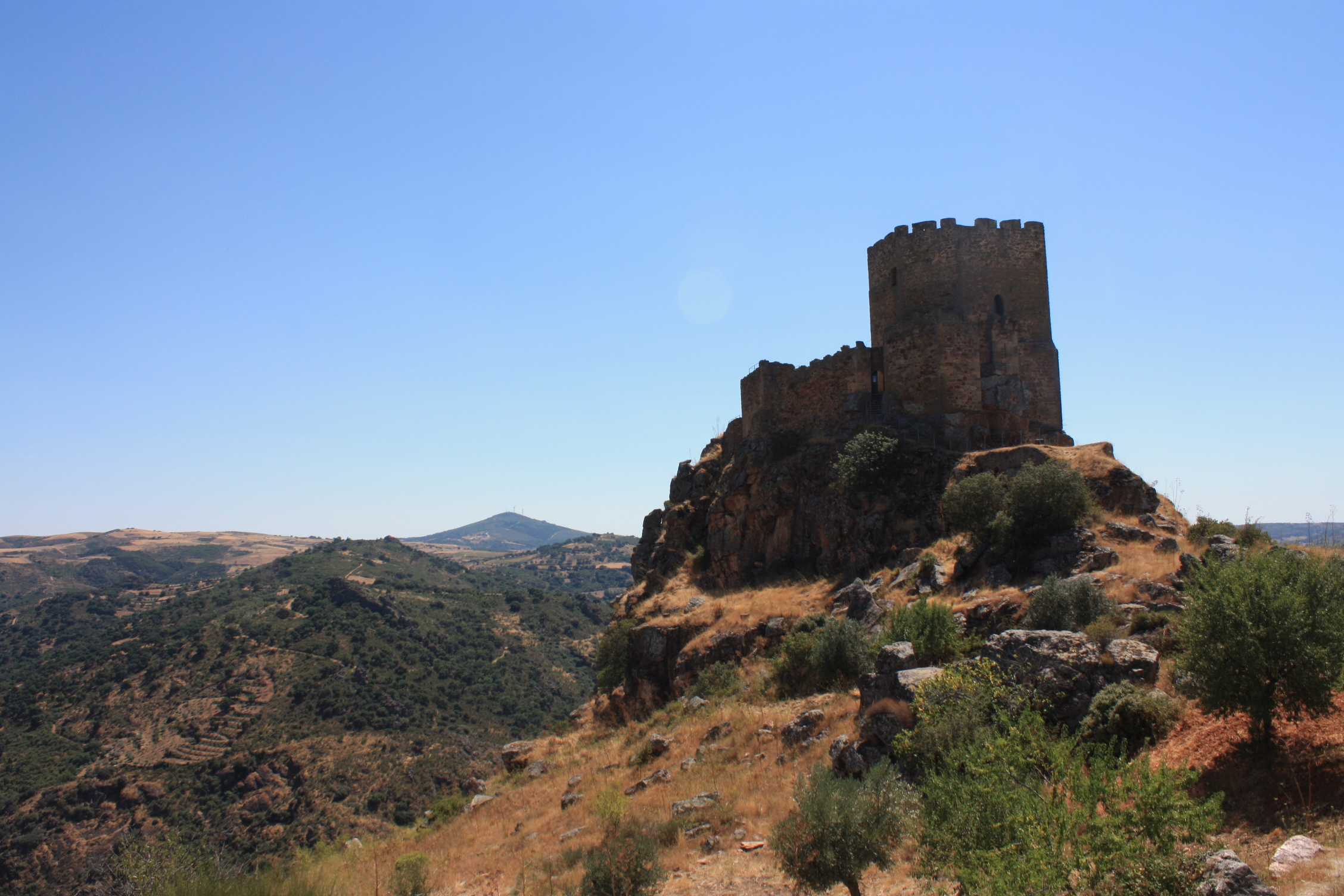
Château d'Algoso - château médiéval à Algoso, Portugal

Algoso a eu le statut de ville et a été le siège du concelho jusqu'au début du XIXe siècle. Le concelho d'Algoso était composé des villages suivant : Atenor, Silva, Saldanha, Travanca, Urrós, Algoso, Matela, Uva, Avinhó, Figueira de Algoso, Fonte Ladrão, Granja de São Pedro da Silva, Gregos, Junqueira, Mora, São Cristóvão de Malta, Teixeira, Vale Certo, Vale de Algoso et Vila Chã da Ribeira. Il comptait en 1801, 3 339 habitants.

## Les Hospitaliers
Le village de São Cristóvão de Malta était le lieu d'une commanderie hospitalière des Hospitaliers de l'ordre de Saint-Jean de Jérusalem. Le Château d'Algoso (pt) faisait partie de l'ancienne commanderie d'Algoso